# L'Ange au sourire
Pour l’article ayant un titre homophone, voir L'Ange au Sourire.
L'Ange au sourire est un roman écrit par Yann-Hervé Martin et paru en 2008 aux Éditions Les Nouveaux Auteurs. Il a remporté le Coup de Cœur du Jury lors du Prix Femme Actuelle du Roman de l'été 2008 décerné par un comité de lecture grand public sous la présidence de Paulo Coelho. Il s'est vendu à plus de 4 000 exemplaires.

## Le roman

### Présentation générale

#### Accroche
Louis est déclaré autiste à 5 ans et est placé en centre. Il y croise plusieurs personnages hantés par leur traumatisant passé. Ils ont tous un point commun : Louis. Et s'il n'était pas là par hasard ?

## Autour du roman

### Récompense et histoire de la publication
L'Ange au sourire a été envoyé par Yann-Hervé Martin dans le cadre d'un appel à manuscrit lancé par Femme Actuelle pour trouver le « roman de l'été 2008 ». Un comité de lecture grand public de 300 membres a été composé par le magazine et une maison d'édition associée, Les Nouveaux Auteurs, et celui-ci a été placé sous la présidence de Paulo Coelho pour élire le lauréat du concours. C'est au Cercle du silence de David Hepburn, qu'a été décerné le Grand Prix du Roman de l'été Femme Actuelle 2008. L'Ange au sourire, pour sa part, a reçu le prix du Jury. Plébiscité par le comité de lecture, il est paru le 12 juin 2008 aux Éditions Les Nouveaux Auteurs. 

### Documentation
- (fr) « Roman de l'été 2008 - L'Ange au sourire, Yann-Hervé Martin », Femme Actuelle.
- (fr) « 2 coups de cœurs », article de Brigitte Kernel, Femme Actuelle no 1238, page 86.
- (fr) « « Les Prix littéraires du printemps »(Archive.org • Wikiwix • Archive.is • Google • Que faire ?) », émission Noctiluque présentée par Brigitte Kernel, interview de l'auteur à propos du roman et critique, France Inter, 9 juin 2008.